# Juan IV de Etiopía
Yohannes IV (ge'ez ዮሓንስ, amhárico Yōhānnis), también conocido como Juan IV, fue emperador de Etiopía desde 1872 hasta su muerte en 1889.

## Orígenes
Nació en 1837 con el nombre de Lij (príncipe) Kassay Mercha Ge'ez en Enderta, Etiopía, hijo de Mercha, Shum de Tembien y de su esposa Woizero Silass Dimtsu (Amata Selassie) de Enderta. Su linaje le emparentaba con la dinastía salomónica a través de su abuela paterna Woizero Workewoha KaleKristoss de los Adwa, a su vez nieta de Ras Mikael Sehul, príncipe de Tigray casado con Aster Eyasu, hija de la emperatriz Mentewal y su amante Melmal Iyasu, que era príncipe salomónico y sobrino del fallecido marido de la emperatriz, el emperador Bakaffa. La familia del padre de Amata pertenecía a la aristocracia que había gobernado la región de Tigré entre finales del siglo XVIII y principios del XIX y la de su madre descendía de la aristocracia de los Shum de Agame. Yohannes tenía igualmente raíces salomónicas por parte de su padre aunque más distantes.

## Ascenso al poder

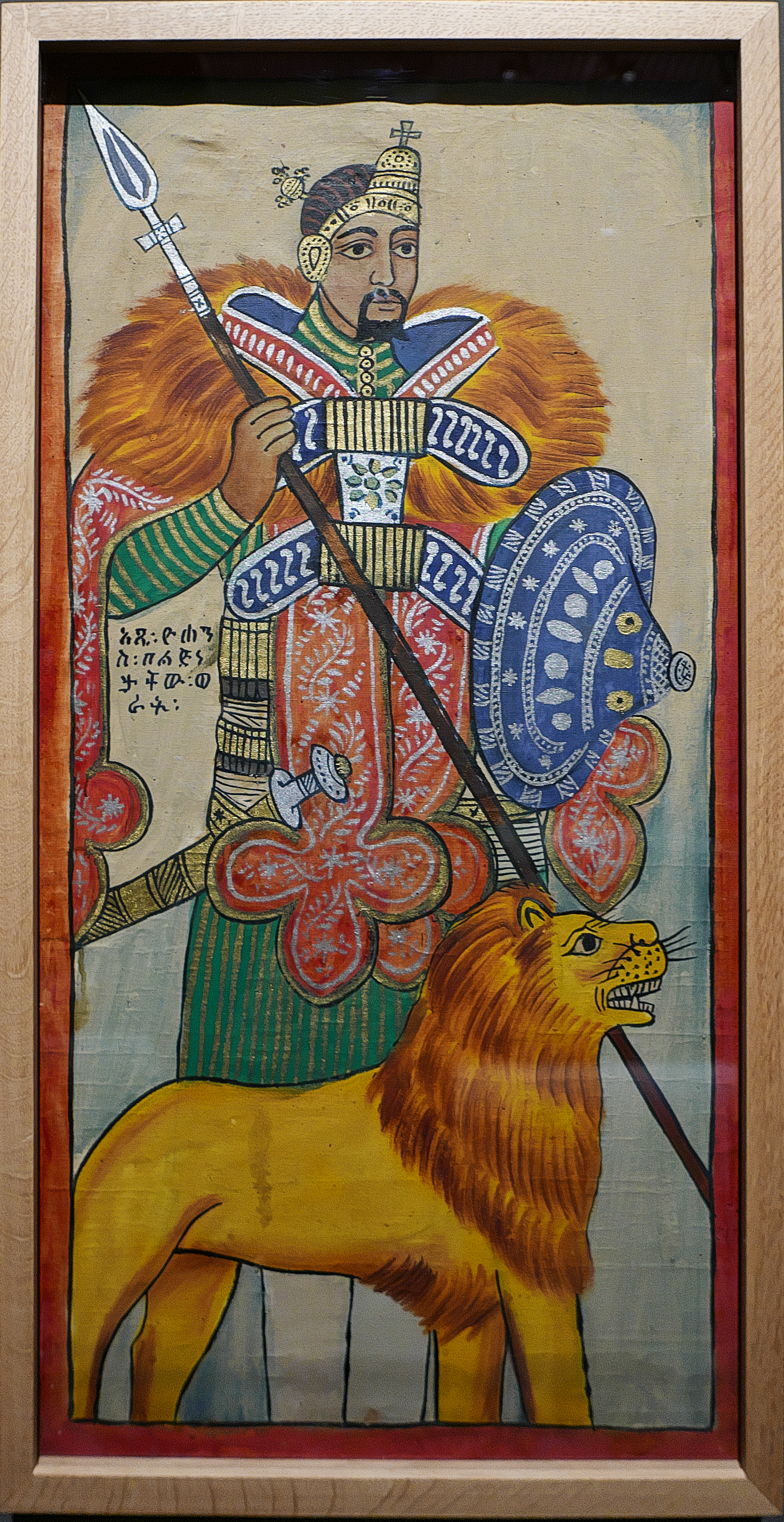
Retrato en el British Museum (1940)

Durante su época adulta, Yohannes (que por aquel entonces se llamaba simplemente Dejamzach Kassai) se convirtió en enemigo acérrimo del entonces emperador Teodoro II, por lo que apoyó a la expedición británica que llegó para derrocar al emperador en 1868, cosa que lograron en la batalla de Amba Mariam. Por este apoyo los británicos le cedieron al retirarse un gran número de armas de fuego con las que pudo obtener el control de la provincia de Tigré y convertirse así en uno de los tres príncipes más poderosos de Etiopía, siendo los otros dos Wagshum Gobeze de Lasta (el que sería el futuro emperador Tekle Giyorgis II) y el Negus (rey) Menelik de Sewa (futuro emperador Menelik II). Los tres reclamaban su derecho al trono del León de Judá bajo el argumento de su linaje salomónico. La rivalidad de Dejamzach Kassai con Wagsum Gobeze era un tanto forzada debido al hecho de que la hermana del primero, Dinquinesh Mercha, estaba casada con el segundo el cual además había ayudado a Dejamzach Kassai cinco años antes a hacerse con el poder en la región de Tigré. Por ello cuando en 1868 Wagsum Gobeze se proclamó  emperador unilateral Tekle Giyorgis II en Socotá, en el distrito de Wag, y nombró a su cuñado "Re-ese Mekwanit", título que significa «primero entre los nobles». Aunque Dejazmach Kassai empezó a usar el título, no reconoció al nuevo emperador que, tras consolidar su posición mediante enlaces matrimoniales con el ras Adal de Gojjam y el rey Menelik y mediante la fuerza en Wolo, emprendió una campaña militar contra Dejamzach Kassai, cruzando el río Tekezé en 1871. El 11 de julio ambas fuerzas se enfrentaron cerca de Adwa. Gracias a las armas de fuego y al adiestramiento recibido del aventurero británico John Kirkham, las tropas de Dejamzach Kassai vencieron y capturaron al emperador, que murió en cautividad el año siguiente. Tras su muerte, la viuda del emperador Dinkinesh Mercha acogió en la corte al nuevo emperador Yohannes IV, el cual mantuvo el título y la dignidad de la emperatriz durante su reinado.
El antiguo abuna (arzobispo metropolitano, cabeza de la iglesia ortodoxa etíope), Abuna Salama III, había muerto en 1867 y su sede había quedado vacante desde entonces, por lo que el emperador Tekle Giyorgis no pudo ser coronado de forma apropiada. Yohannes lo había previsto, por lo que, para legitimar su posición, pagó con fondos que llevaba tiempo atesorando al patriarca de Alejandría, Cirilo V, para que nombrara a un nuevo abuna. Este nombró a Abuna Atnatewos, que llegó en junio de 1869. El emperador fue coronado el 12 de enero de 1872 en Axum, siendo el primer emperador que lo fue en la histórica ciudad tras Basílides en 1632. El ras Adal se sometió al nuevo emperador poco después, por lo que fue recompensado con el título de negus de Gojjam con el nuevo nombre de Tekle Haymanot.

## Guerra con el Egipto otomano
A lo largo de su reinado, Yohannes se vio envuelto en luchas en el norte de sus fronteras. Primero, con el jedive Isma'il Pasha de Egipto, quien trataba de poner toda la cuenca del río Nilo bajo su dominio. Los egipcios, con la ayuda de Menelik de Shewa (rival del Emperador), marcharon desde el puerto de Zeila y ocuparon la ciudad-estado de Harar el 11 de octubre de 1875. Sin embargo, ese movimiento trajo consigo la enemistad de Menelik. Por otro lado, los otomanos consideraban a Etiopía como una provincia rebelde. Los egipcios después marcharon hacia el norte de Etiopía, tomando el puerto de Massawa, pero los británicos presionaron al Emperador para que no luchase con los egipcios, sus aliados, por lo que este retrocedió para mostrar que él era el agredido. No obstante, al notar que los europeos no le ayudarían, reunió a sus ejércitos. 
El enfrentamiento se desarrolló en Gundat (también llamado Guda-Güde) en la mañana del 16 de noviembre de 1875, día en que los egipcios fueron engañados y avanzaron por un estrecho valle, tras lo cual fueron masacrados por la artillería etíope ubicada en los cerros que rodeaban el valle. Prácticamente todos los egipcios y funcionarios europeos y americanos murieron.
Un nuevo ejército egipcio se formó para vengar la derrota en la Batalla de Gura (7-9 de marzo de 1876), en la que los egipcios fueron derrotados por los soldados del brillante general y futuro ras Alula Engida. Tras la victoria del 20 de marzo de 1878, el Emperador y el rey (Negus) de Shewa, Menelik, se reconciliaron, siendo coronado rey de su ciudad el 26 de ese mes. La alianza se cerró con el matrimonio de la hija de Menelik, Zewditu, y el hijo del Emperador, el Ras Araya Selassie. 
El emperador Yohannes también convocó a un consejo general de la Iglesia etíope en Boru Meda más tarde en 1878, que puso fin a la actual disputa teológica en la iglesia local. Cristianos, musulmanes y paganos se dieron, respectivamente, dos, tres y cinco años para ajustarse a la decisiones del Consejo. Se pidieron nuevos arzobispos. Sin embargo, esta vez, en lugar de un solo arzobispo, pidió que el Patriarca Cirilo enviara cuatro para servir al gran número de cristianos en Etiopía, que llegaron en 1881. Ellos fueron conducidos por el arzobispo Abuna como Petros, Abuna Matewos para Shewa, Abuna Luqas para Gojjam y Abuna Markos de Gondar.

## Guerra con Sudán
Cuando Muhammad Ahmad se proclamó Mahdi, involucrando a los pueblos del Sudán en una larga y violenta revuelta, sus seguidores, comenzaron con éxito contra las guarniciones egipcias o aisladas en Suakin y otros lugares del sur del país. El emperador etíope, tras varias negociaciones, permitió a las tropas anglo-egipcias evacuar a través de sus tierras, permitiendo además a las fuerzas inglesas llevar sus armas y tropas por el mar Rojo al puerto de Massawa para atacar el sur de Sudán (tratado de Adwa Hewett). Los sudaneses invadieron Etiopía, pero el general Alula Engina los venció en la batalla de Kufit el 23 de septiembre de 1885. En ese momento los italianos ocuparon Massawa, por lo que el Emperador decidió pactar con los italianos, mientras su general Alula se dedicaba a atacar a tropas italianas que cruzaban la frontera mal definida. Además los reyes de Shewa y Gojjam se rebelaron, aprovechando la invasión europea, siendo violentamente aplastados. Entretanto, en Gondar los sudaneses musulmanes entraron en el país saqueándolo todo y quemando las Iglesias. El mismo Emperador se enfrentó a ellos en la batalla de Gallabat, el 9 a 10 de marzo de 1889, siendo vencido y muerto por el general musulmán Zeki Tummal: 130.000 etíopes fueron vencidos por 85.000 sudaneses, teniendo ambos bandos unas 15.000 bajas mortales.